# 西口エンタテインメント
西口エンタテインメント（にしぐちエンタテイメント）は、東京都渋谷区に本社を置く芸能事務所。
西口プロレス所属選手のマネジメントを行う他、タレントや占い師も所属している。代表の宮成強稔は過去に吉本興業に所属し、当時は坂田利夫に弟子入りしていた。その後現在に至る。

## 所属タレント
- 長州小力
- アントニオ小猪木
- 東京ペールワン
- 焙煎たがい。（バカンス）
- 倉富益二郎（バカンス）
- じっちゃん（スポンジブルドック、もつ寺本）
- まめ（スポンジブルドック）
- 丸山れいや（チマタ）
- 小橋建太（業務提携）

## 西口プロレスのメンバー
- 詳しくは「主な所属選手」を参照。